# Провулок Лобачевського (Київ)
Прову́лок Лобаче́вського — провулок у Дніпровському районі міста Києва, місцевість Соцмісто. Пролягає від бульвару Ярослава Гашека до безіменного проїзду від Лохвицької вулиці до Харківського шосе. 
Сполучений пішохідною алеєю з Лохвицькою вулицею. 

## Історія
Провулок виник у 50-ті роки XX століття, мав назву Регенераторний провулок. Сучасна назва на честь російського математика М. І. Лобачевського — з 1963 року.
Раніше провулок Лобачевського пролягав до Харківського шосе, був скорочений у зв'язку із зміною забудови.